# Álvaro Augusto Vidigal
Álvaro Augusto de Bueno Vidigal é um banqueiro brasileiro dono e ex-presidente do Banco Paulista, que se originou da Corretora Socopa (Sociedade Corretora Paulista). Vidigal foi presidente da Bovespa (atual B3), entre 1991 e 1996.
O banqueiro ficou conhecido nos anos 1990, por obter lucros elevados em operações de alto risco na Bovespa.
Em 24 de maio de 2019, Vidigal teve seu nome citado no âmbito da Operação Lava Jato e renunciou a presidência do Banco Paulista. O banco, inclusive, foi o principal alvo da 61ª fase da operação, sendo acusado de participar de um esquema de lavagem de dinheiro com a Odebrecht (atual Novonor). Em função disso, em 8 de maio de 2019, três funcionários do banco foram detidos pela Polícia Federal, incluindo, o diretor-geral do banco na época. Apesar de não ter sido preso na ocasião, Vidigal foi acusado de ter ciência e aprovar as operações de lavagem de dinheiro. Em maio de 2021, Vidigal foi um dos 11 denunciados pelo Ministério Público Federal, no âmbito da 74ª fase da Operação Lava Jato. O grupo foi acusado de causar um prejuízo de R$95 milhões à Petrobrás através da manipulação artificial das taxas nas operações de câmbio celebradas entre a estatal e o Banco Paulista, e que incluíam a utilização de mecanismos de lavagem de dinheiro.